# Jasikovo
Jasikovo (en serbe cyrillique : Јасиково) est un village de Serbie situé dans la municipalité de Majdanpek, district de Bor. Au recensement de 2011, il comptait 470 habitants.
Jasikovo est situé sur les bords du Pek.

## Démographie
| 1948  | 1953  | 1961  | 1971  | 1981 | 1991 | 2002 | 2011 |
| ----- | ----- | ----- | ----- | ---- | ---- | ---- | ---- |
| 1 032 | 1 075 | 1 071 | 1 049 | 963  | 822  | 717  | 470  |

|  |